# La Tierra del Fuego se apaga
La Tierra del Fuego se apaga es una película de drama argentina de 1955, escrita y dirigida por Emilio «El Indio» Fernández.Es una versión cinematográfica de la obra de teatro escrita en 1945 por Francisco Coloane. La canción principal es La nochera, una zamba de Jaime Dávalos y Ernesto Cabeza.

## Sinopsis
En un pueblo del sur habitado por maleantes, un hombre solitario se enamora de una prostituta a la que saca del prostíbulo y lleva a vivir con él. Pero los proxenetas quieren recuperarla. 

## Reparto
| - Ana María Lynch ... Alba - Erno Crisa ... Malambo - Armando Silvestre ... Yagano - Eduardo Rudy ... Nicasio Vera - Bertha Moss ... Dueña de protíbulo - Duilio Marzio ... Terrateniente, patrón de Malambo - Margarita Corona ... Margot - Julio Molina Cabral - Pedro Laxalt | - Jorge Villoldo - Roberto Barcel - Paul Ellis - Vito Catalano - Guillermo Bermejo - Beatriz Padilla - Alberto Barcel - Joaquín Petrocino - Enrique Vico |